# Anđelko
Anđelko (serbisch-kyrillisch Анђелко) ist ein südslawischer männlicher Vorname, der überwiegend im serbisch-kroatisch-bosnischen Raum verbreitet ist.

## Herkunft und Bedeutung
Der Name Anđelko ist abgeleitet von dem štokavischen Wort anđeo (Engel).

## Bedeutung
Ein Mensch mit dem Namen Anđelko soll eine gute und reine Seele haben, wie die eines Engels. 

## Bekannte Namensträger
- Anđelko Andrejević (* 1992), serbischer Pokerspieler
- Anđelko Kos (* 1969), serbischer Schauspieler

## Varianten
- Weibliche Variante: Anđela
- In anderen Sprachen: Angela